# Flat-coated retriever
De flat-coated retriever is een hondenras afkomstig uit Engeland. De Lesser Newfoundlander werd gekruist met de in zwang zijnde Gordon Setter en Ierse Setter. Midden 19de eeuw ontstond zo de wavy-coated retriever. Door verdere kruisingen, onder meer met collieachtige honden, ontstond de huidige hond, met een smallere schedel en een vlak aanliggende vacht.
De ontwikkeling van het ras is gedurende de tweede helft van de 19de eeuw voornamelijk bepaald door dr. Bond Moore (Wolverhampton) en E. Shirley (Ettington Park). Het ras is gefokt en getraind om te helpen bij de eenden- en ganzenjacht, de honden zijn nog steeds actieve dieren die graag zwemmen en het apporteren snel kunnen leren.

## Uiterlijk
De flat-coated retriever komt voor in twee kleurvariaties, zwart en leverkleurig, waarvan zwart de meest voorkomende is. De schofthoogte voor reuen is 58-61 centimeter en voor teven 55-58 centimeter. Het gewicht ligt voor de reuen van 25 tot 35 kilogram en voor teven van 23 tot 30 kilogram.
De schedel van een flat-coated retriever is plat en gematigd breed met een lichte stop tussen de ogen. De ogen zijn van middelmatige grootte.

## Gezondheid
Net zoals bij andere retrieverrassen komen heupdysplasie en gewrichtsproblemen voor, hoewel fokkers stellen dat de mate van voorkomen wat lager ligt binnen dit ras. Epilepsie en diabetes op hogere leeftijd zijn ook voorkomend. De levensverwachting ligt gemiddeld tussen de 10 en 14 jaar.